# Народная молодёжь (Индонезия)
Народная молодёжь (индон. Pemuda Rakjat, Pemuda Rakyat) — молодёжная организация Коммунистической партии Индонезии. Была основана как Социалистическая молодёжь Индонезии (индон. Pemuda Sosialis Indonesia, Pesindo). Организация была основана в 1945 году по инициативе тогдашнего министра обороны Амира Шарифутдина и первоначально была молодёжной организацией Социалистической партии Индонезии. 10 и 11 ноября состоялся учредительный съезд Pesindo, на котором в неё вступили 7 местных молодёжных организаций. Организация участвовала в вооружённой борьбе в ходе Индонезийской национальной революции, её отряды сражались против британских войск.
В феврале 1946 года Народная молодёжь и Социалистическая партия вступили во фронт Persatuan Perdjuangan. В мае 1946 года было образовано новое правительство во главе с коалицией Konsentrasi National, соперничавшей с Persatuan Perdjuangan, в состав которой вошла и Народная молодёжь.
В октябре 1946 года было расширено правительство, в новую правительственную коалицию, Sajap Kiri, выступавшую в поддержку Лингаджатских соглашений с правительством Нидерландов, вошли Социалистическая партия, Коммунистическая партия Индонезии, Народная молодёжь и Партия труда Индонезии.
В 1948 году, после Мадиунского восстания, Народная молодёжь вступила в Народно-демократический фронт. В 1950 году Pesindo стала молодёжной организацией компартии и сменила название на Pemuda Rakjat. В том же году на съезде организации Франсиска Фанджидаей была избрана её председателем, Сукатно — генеральным секретарём.
К 1965 году в организации состояло около трёх миллионов членов. После событий 30 сентября 1965 года Pemuda Rakjat была разгромлена вместе с компартией.